# Neofit (biskup czernihowski)
Neofit – według prawosławnej tradycji pierwszy w historii chrześcijański biskup czernihowski.
Neofit miał być Grekiem przybyłym na Ruś z Bizancjum, razem z pierwszym metropolitą kijowskim Michałem I. Historyczność postaci pierwszego metropolity kijowskiego jest jednak kwestionowana. Neofit został wskazany jako pierwszy biskup czernihowski, sprawujący urząd w latach w latach 992-1021, w słowniku biograficznym rosyjskich biskupów prawosławnych metropolity kujbyszewskiego Manuela. Podał on również, że Neofit słynął z pobożnego życia. Innych wzmianek o działalności władyki czernihowskiego brak.